# Drabescus vilbastei
Drabescus vilbastei är en insektsart som beskrevs av Zhang och Webb 1996. Drabescus vilbastei ingår i släktet Drabescus och familjen dvärgstritar. Inga underarter finns listade i Catalogue of Life.